# ゆるふわ農家の文字化けスキル
『ゆるふわ農家の文字化けスキル』（ゆるふわのうかのもじばけスキル）は、白石新による日本のライトノベル。「小説家になろう」にて連載され、2019年5月15日にGAノベル（SBクリエイティブ）から刊行されている。イラストはももいろね。「カクヨム」でも2020年10月17日から2022年4月22日まで連載。
メディアミックスとして、綾月ツナによるコミカライズ『ゆるふわ農家の文字化けスキル 〜異世界でカタログ通販やってます〜』が「マンガUP!」（スクウェア・エニックス）にて、2019年10月18日より連載されている。2020年7月、ほんのひきだし（日本出版販売）が発表した2020年上半期（1月〜6月）の「コミックス第1巻売上ランキング」にて、18位を獲得。

## 登場人物
タツヤ
本作の主人公。本名は「平山 達也（ひらやま たつや）」。ブラック企業に勤める29歳で、休日の登山の帰りに突然異世界に勇者として召喚される。事件解決後には異性にほぼ毎回関係を迫られており、「私のこと嫌？」などと問われた際にドヤ顔で「全然嫌じゃないです」と返すのがお約束となっている。
ソーニャ
子兎人族の王女。タツヤが栽培したニンジンが切っ掛けで住み着くようになった。
マリア
魔界を追放されたサキュバス。空腹になっていた所をタツヤの料理で救われ、以降同居することとなる。
アリサ
狐族の冒険者。
コーネリア
魔王とよばれる暗黒邪竜。普段は少女の姿をとっている。毎日食べても飽きない程のカレー好きで、タツヤにカレーをごちそうになって以降、定期的に顔を見せるようになる。
ウロボロス
コーネリアの側近。当初は徴税としてタツヤの家を荒らしに来たが、コーネリアの怒りに触れてしまい、罰としてメイドとしてタツヤに仕えるよう命じられる。
カティア
ドワーフ族の少女。
マユ
タツヤと共に召喚された学生。優しすぎる性格ゆえに他の勇者から裏切られ、辺境の村に拾われたが、その村も盗賊に襲われ逃げ出した所をタツヤに救われる。

## 既刊一覧

### 小説
- 白石新（著） ・ももいろね（イラスト）『ゆるふわ農家の文字化けスキル』 SBクリエイティブ〈GAノベル〉、既刊1巻（2019年5月15日現在）
  1. 2019年5月15日発売[2]、ISBN 978-4-8156-0160-7

### 漫画
- 白石新（原作）・綾月ツナ（作画）・ももいろね（キャラクター原案）『ゆるふわ農家の文字化けスキル 〜異世界でカタログ通販やってます〜』スクウェア・エニックス〈ガンガンコミックス UP！〉、既刊5巻（2022年12月7日現在）
  1. 2020年2月12日発売[5][7]、ISBN 978-4-7575-6520-3
  2. 2020年9月7日発売[8]、ISBN 978-4-7575-6832-7
  3. 2021年5月7日発売[9]、ISBN 978-4-7575-7241-6
  4. 2022年2月7日発売[10]、ISBN 978-4-7575-7706-0
  5. 2022年12月7日発売[11]、ISBN 978-4-7575-8294-1
  6. 2022年4月6日発売[12]、ISBN 978-4-7575-9166-0